# Pekka Pesonen
Pekka Juhani Pesonen, född 1 april 1947 i Norrköping, är en finländsk litteraturvetare som specialiserar sig på rysk litteratur.
Pesonen är utbildad vid Helsingfors universitet. Där blev han filosofie kandidat i allmän litteraturvetenskap och estetik 1973, filosofie licentiat i allmän litteraturvetenskap samt ryska språket och litteraturen 1975 och filosofie doktor i rysk litteratur 1987. Vidare tjänstgjorde han vid samma lärosäte som tillförordnad biträdande professor 1981–1983 och 1986–1987, biträdande professor 1988–1997 och professor i rysk litteratur 1998–2010. Under en period år 1979 var han även tillförordnad biträdande professor vid Uleåborgs universitet.